# Freycinetia stenodonta
Freycinetia stenodonta är en enhjärtbladig växtart som beskrevs av Elmer Drew Merrill och Lily May Perry. Freycinetia stenodonta ingår i släktet Freycinetia och familjen Pandanaceae. Inga underarter finns listade.